# Список вулиць Харкова (Ю)
| Назва           | Тип    | Довжина, м | Колишні назви                                       | Район(и)             | Місцевість   |
| --------------- | ------ | ---------- | --------------------------------------------------- | -------------------- | ------------ |
| Ювілейна        | вул.   |            |                                                     | Немишлянський        | Кулиничі     |
| Ювілейний       | в-д    |            |                                                     | Немишлянський        | Кулиничі     |
| Ювілейний       | пров.  |            |                                                     | Немишлянський        | Кулиничі     |
| Ювілейний       | пр-д   |            |                                                     | Немишлянський        | Кулиничі     |
| Ювілейний       | просп. |            | 50-річчя ВЛКСМ                                      | Салтівський          |              |
| Юдіна           | вул.   |            | Райкомівська                                        | Новобаварський       |              |
| Юлія Чигирина   | вул.   | 320        | Дворянська, Кропоткіна, Черв'якова, Електротехнічна | Салтівський          | Захарків     |
| Юмтівський      | пров.  |            |                                                     | Слобідський          |              |
| Юнацька         | вул.   |            |                                                     | Основ'янський        |              |
| Юнацький        | в-д    |            |                                                     | Київський            |              |
| Юннатів         | вул.   |            |                                                     | Холодногірський      |              |
| Юності          | вул.   |            |                                                     | Індустріальний       |              |
| Юр'єва          | бул.   |            |                                                     | Немишлянський        |              |
| Юри Зойфера     | вул.   |            | Перша Радіальна, Червоних Хіміків, Анрі Барбюса     | Шевченківський       |              |
| Юридична        | вул.   |            |                                                     | Шевченківський       |              |
| Юрія Вороного   | пров.  | 160        | Красноярський                                       | Індустріальний       |              |
| Юрія Кнорозова  | вул.   |            | Шліхтера                                            | Київський            |              |
| Юрія Колларда   | вул.   | 710        | Свірська                                            | Новобаварський       | Новоселівка  |
| Юрія Кондратюка | пров.  | 75         | Електроінструментальний, Івана Кулика               | Київський            |              |
| Юрія Лавриненка | вул.   |            | Тореза                                              | Салтівський          |              |
| Юрія Паращука   | вул.   | 790        | Минайленка, Ново-Михайлівська                       | Новобаварський район | Холодна Гора |
| Юрія Пояркова   | вул.   | 1220+440   | Бородинівська                                       | Шевченківський       | Павлівка     |
| Юрія Савчина    | вул.   | 500        | Ростовська                                          | Індустріальний       | Обрій        |
| Юрія Шевельова  | вул.   |            | Червоного Льотчика                                  | Шевченківський       |              |
| Юр'ївська       | вул.   |            |                                                     | Салтівський          |              |
| Юр'ївський      | пров.  |            |                                                     | Салтівський          |              |